# Нарцисичні захисні механізми
Нарцисичні захисні механізми — це ті процеси, за допомогою яких зберігаються ідеалізовані аспекти Я, а його обмеження заперечуються. Вони, як правило, жорсткі та тоталістичні. Ними часто керує почуття сорому й провини, свідоме чи несвідоме.

## Початки
Нарцисичні захисні механізми є одними з найперших захисних механізмів, які з’явилися, і охоплюють заперечення, когнітивну деформацію та проєкцію. Розщеплення — це ще один захисний механізм, поширений серед людей із нарцисичним, межовим  та антисоціальним розладами особистості — сприйняття людей і ситуацій у чорно-білих тонах, або як цілковито погане, або як цілковито хороше.
Нарцисичний захисний механізм із типовою для розладу надмірною оцінкою Я може з’явитися на будь-якому етапі розвитку.

## Захисні послідовності
Нарцис зазвичай проходить через послідовність захисних механізмів, щоб позбутися хворобливих почуттів, доки він чи вона не знайде той, який працює:
1. несвідоме придушення
2. свідоме заперечення
3. деформація (зокрема перебільшення та применшення), раціоналізація та брехня
4. психологічна проєкція ( звинувачення когось іншого)
5. заручення допомогою одного чи кількох своїх співзалежних друзів, які підтримають його чи її дефомований погляд.

## Фройдисти

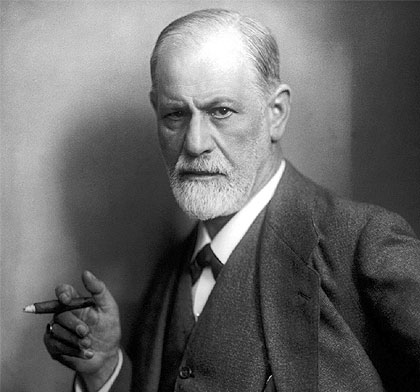
Зигмунд Фрейд

Зиґмунд Фройд не зосереджувався конкретно на нарцисичних захистах, але зазначив у праці «Про нарцисизм», як «навіть великі злочинці та гумористи, як їх зображено в літературі, привертають нашу увагу нарцисичною послідовністю, з якою вони вміло утримують від свого его все, що могло б його зменшити». Фройд розглядав нарцисичну регресію як захисну відповідь на втрату об’єкта — заперечення втрати важливого об’єкта шляхом замінної ідентифікації з ним.
Фройд також розглядав соціальний нарцисизм як захисний механізм, очевидний, коли спільнотні ідентифікації викликають ірраціональну паніку через уявні загрози «Престолу та Вівтарю» чи «Вільним ринкам» або, простіше кажучи, надмірну реакцію на будь-які сумніви щодо статусу та ідентичності Вільяма Шекспіра.

### Феніхель
Отто Феніхель вважав, що «ідентифікація, здійснена за допомогою інтроєкції, є найпримітивнішою формою відношення до об’єктів», примітивний механізм використовується лише «якщо функція его тестування реальності серйозно пошкоджена нарцисичною регресією» .
Феніхель також виділив  «ексцентричних осіб, які більше чи менше досягли успіху в відновленні безпеки первинного нарцисизму і які відчувають 'Мені нічого не може статися'... [не зумівши] відмовитися від архаїчних стадій відмови від незадоволення і звернутися до реальності».

### Лакан
Жак Лакан, дотримуючись погляду Фройда на Его як результат ототожнень, почав розглядати саме Его як нарцисичний захисний механізм, що керується тим, що він назвав «нарцисичною пристрастю ... у становленні (devenir) суб’єкта».

## Кляйніанці
Мелані Кляйн підкреслила проєктивну ідентифікацію в нарцисизмі та маніакальний захист від усвідомлення шкоди, завданої об’єктам таким чином. Для кляйніанців в основі маніакальних захистів при нарцисизмі стояло те, що Ганна Сіґал назвала «тріадою почуттів — контроль, тріумф та презирство».

### Розенфельд
Герберт Розенфельд розглядав роль всемогутності в поєднанні з проєктивною ідентифікацією як нарцисичний спосіб захисту від усвідомлення розмежування его та об’єкта.

## Теорія об'єктних відносин
Услід за Кляйн теорія об’єктних відносин, зокрема американські школи Отто Кернберґа та Гайнца Когута, досліджувала нарцисичні захисти через аналіз таких механізмів, як заперечення, проєктивна ідентифікація та крайня ідеалізація.
Кернберґ підкреслив роль розщеплювальних інтроєкцій та ідентифікації протилежних якостей як причину слабкості Его. Когут також наголошував на факті нарцисизму, що «вертикальні розщеплення відбуваються між структурами Я (серед іншого) — «Я величний» і «Я жалюгідний» — з дуже незначною комунікацією між ними».
Однак Невілл Симінґтон надавав більшої ваги тому, що «людина, в якій домінують нарцисичні тенденції... виживає, завдяки тому, що здатна відчувати емоційний тон іншої людини... одягаючи плащі інших»; тоді як для Спотніца ключовим елементом є те, що нарцис звертає почуття на себе в рамках нарцисичної захисної реакції.

### Позитивний захист
Кернберґ підкреслив позитивний бік нарцисичних захисних механізмів, тоді як Когут також наголошував на необхідності того, щоб на ранніх етапах життя нарцисичні позиції змінювали одна одну в порядку зрілих послідовностей.
Інші, як Симінґтон, стверджували б, що «це помилка розділяти нарцисизм на позитивний і негативний...ми не отримуємо позитивного нарцисизму без ненависті до себе».

## Стигматизуюче ставлення до психічних захворювань
Арікан виявив, що стигматизуюче ставлення до психіатричних пацієнтів пов’язане з нарцисичними захистами.

## XXI століття
У двадцять першому столітті було визначено відмінність між церебральними та соматичними нарцисами — перші розвивають своє самовідчуття за допомогою інтелектуалізму, другі — через одержимість своїм тілом, як у випадку з жінкою, яка хибно інвестує своє відчуття свободи лише у те, щоб бути об’єктом краси для інших.

## Літературні паралелі
- Кажуть, що сер Філіп Сідні вважав поезію саму по собі захистом від самозакоханості[31]
- Ухильних, відсторонених героїв Жана-Поля Сартра сприймали, як грубих нарцисів, які зберігають своє відчуття «я» лише шляхом його перетворення на застиглу форму[32].

## Зовнішні посилання
- «Нарцисичний захист від афектів та ілюзії самодостатності» (англ.)